# Troupes de marine
Troupes de marine (także: Infanterie de la marine, dawniej Troupes coloniales) – formacja Armii Francuskiej o kolonialnej konotacji, pełniąca ważną rolę w operacjach zamorskich. Niezależnie od nazwy formacja od roku 1958 wchodzi w skład wojsk lądowych. W zagranicznych mediach często określani są mianem francuskich marines, podczas gdy rzeczywistą piechotę morską (tj. wchodzącą w skład marynarki wojennej) stanowią formacje Fusiliers marins i Commandos marine.
Żołnierze troupes de marine większość służby pełnią za granicą, przede wszystkim w Afryce. Historia formacji sięga roku 1622, kiedy to utworzono compagnies ordinaires de la mer, siły lądowe podporządkowane marynarce wojennej i działające głównie w Kanadzie Francuskiej. Troupes de marine wcielono do armii w 1900 roku jako Troupes Coloniales (wojska kolonialne). Przydomek formacji la Coloniale lub la Colo nawiązuje do tamtych czasów.
W roku 1940 Troupes Coloniales składały się z dziewięciu dywizji i kilku półbrygad, które obsadzały gniazda karabinów maszynowych Linii Maginota. Ich żołnierze wywodzili się zarówno z kolonii, jak i z Francji.
Historyczna nazwa Troupes de marine została przywrócona 4 maja 1961 roku, tj. gdy Francja zdecydowała się zrezygnować z kolonii. Nastąpiło to po krótkotrwałej (od 1958 roku) egzystencji nazwy Troupes d' Outre-Mer (Siły zamorskie). Troupes de marine stały się główną częścią Forces d’Intervention (Sił interwencyjnych).

## Galeria

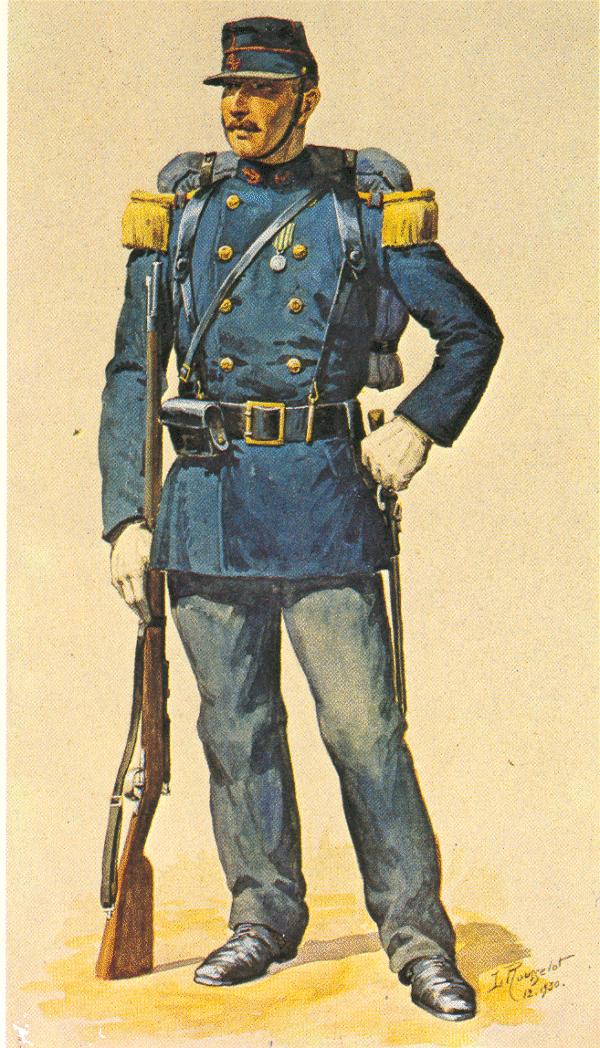
Uniform Marsouin’a (szeregowego) sprzed roku 1914.
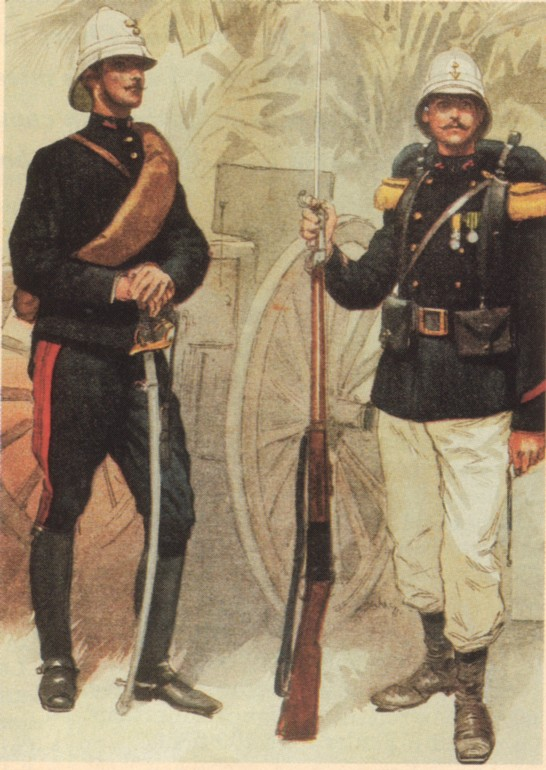
Oficer i Marsouin w ubiorach kolonialnych, 2 poł. XIX w.
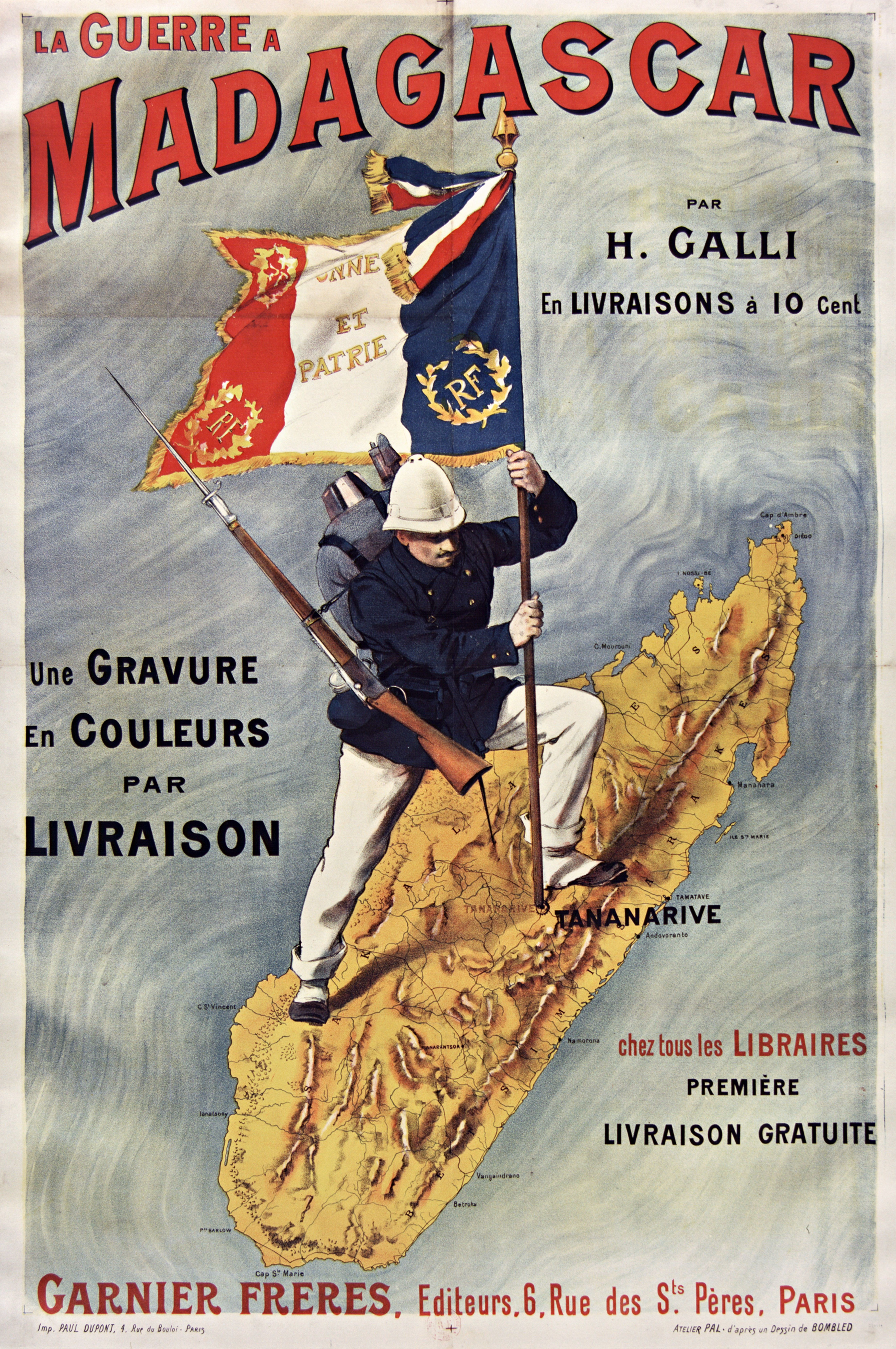
Francuscy Marines na Madagaskarze (1894-1895).
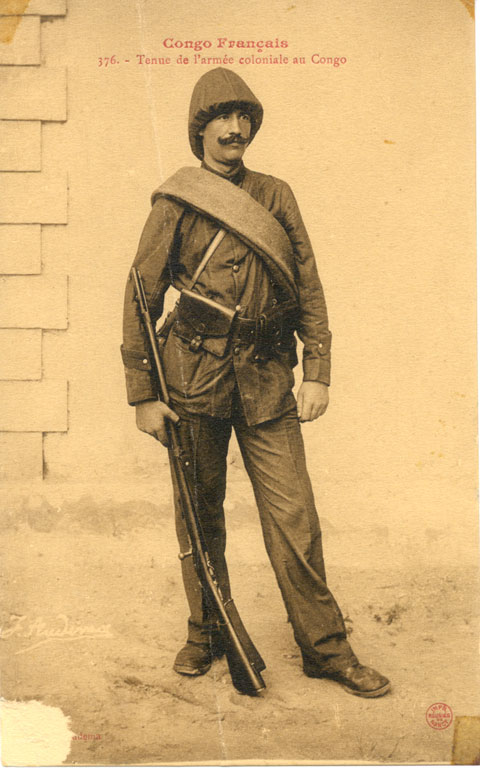
Żołnierz sił kolonialnych w Kongo (1905).

## Skład
W skład Troupes de marine wchodzą:
- Infanterie de Marine
  - Piechota (infanterie de marine, skr. – IMa)
  - Kawaleria lekka (infanterie de Marine, skr. – IMa i Régiment d’infanterie-chars de marine, skr. – ICM)
  - Oddziały powietrznodesantowe (parachutistes d’infanterie de marine, skr. – PIMa)
- Artillerie de Marine
  - Artyleria (artillerie de marine, skr. – AMa)